# Club de Futbol Calella
El Club de Futbol Calella és un club català de futbol de la ciutat de Calella, al Maresme. Actualment es troba a la tercera divisió Catalana. El seu tècnic actual és Jordi Cantano.

## Història
El futbol aparegué a Calella l'any 1917 quan es fundà el Centre d'Esports de Calella, disputant els seus partits a la platja de Calella. L'any següent el club es legalitzà en ingressar a la Federació Catalana. L'any 1923 es traslladà a un nou camp de joc, en millors condicions que el camp de la platja. La temporada 1924-25 van participar en el primer torneig federat. El club finalitzà en segona posició, tot just darrere de l'Iluro SC de Mataró en el seu grup. La següent temporada el club es proclamà campió de Catalunya de la seva categoria. L'any 1928 el club es dissolgué.
L'any 1930 es fundà el Calella Sport Club. La temporada 1933-34 es proclamà campió de Catalunya de Segona Categoria Ordinària en derrotar el CD Noia per 5 a 0.
Transcorreguda la Guerra Civil el club adoptà el nom de Club de Futbol Calella. El club es mantingué en categoria regional fins a l'any 1960, en què ascendí a la Tercera Divisió per primer cop.
El club compta avui dia amb diversos equips de futbol base (juvenils, cadets, infantils, alevins i benjamins), a més de l'equip absolut i una escola d'iniciació.

## Temporades
Fins a l'any 2011-12 el club ha jugat 17 temporades a Tercera Divisió, la darrera la temporada 1988-1989. Les seves dècades més brillants foren les dels anys 60 i 70, arribant a setzens de final de la Copa de 1971.
- 1956-1957: 3a Divisió 14è
- 1957-1958: 3a Divisió 15è
- 1962-1963: 3a Divisió 8è
- 1963-1964: 3a Divisió 9è
- 1964-1965: 3a Divisió 6è
- 1965-1966: 3a Divisió 10è
- 1966-1967: 3a Divisió 18è
- 1967-1968: 3a Divisió 4t
- 1968-1969: 3a Divisió 3r
- 1969-1970: 3a Divisió 6è
- 1970-1971: 3a Divisió 7è
- 1971-1972: 3a Divisió 9è
- 1972-1973: 3a Divisió 3r
- 1973-1974: 3a Divisió 14è
- 1974-1975: 3a Divisió 14è
- 1975-1976: 3a Divisió 20è
- 1988-1989: 3a Divisió 22è